# میندی کریست
میندی کریست (انگلیسی: Myndy Crist؛ زادهٔ ۵ فوریهٔ ۱۹۷۵) یک هنرپیشه اهل ایالات متحده آمریکا است.

## گزیدهٔ آثار

### سینما
- دستپاچه (۲۰۰۰)
- زنجیره احمق‌ها (۲۰۰۰)
- قطع کردن (۲۰۰۰)

### تلویزیون
- شیفت شب (۲۰۱۵)
- ان‌سی‌آی‌اس (۲۰۱۵)
- سی‌اس‌آی (۲۰۱۴)
- لس‌آنجلس (۲۰۱۱)
- استخوان‌ها (۲۰۱۰)
- منتالیست (۲۰۰۹)
- آناتومی گری (۲۰۰۶)
- سی‌اس‌آی: میامی (۲۰۰۵)
- ۲۴ (۲۰۰۵)
- دکتر هاوس (۲۰۰۴)
- شش فوت زیر زمین (۲۰۰۴–۲۰۰۳)
- دو مرد و نصفی (۲۰۰۳)
- قانون و نظم: واحد قربانیان ویژه (۲۰۰۳)
- بخش فوریت‌های پزشکی (۲۰۰۰–۱۹۹۹)